# Jan Topić
Jan Tomislav Topić Feraud (né le 23 avril 1983 à Guayaquil) est un homme politique et un homme d'affaires équatorien. Indépendant, il est candidat à l'élection présidentielle équatorienne de 2023.

## Vie personnelle

### Origines et famille
Jan Topić naît le 23 avril 1983 à Guayaquil, en Équateur. D'origine croate par son père et française par sa mère, il est le fils de l'homme d'affaires Tomislav Topić. Il est de double nationalité, équatorienne et française. 

### Formation
En 2005, il est diplômé de l'université de Pennsylvanie avec un baccalauréat en économie et commerce. En 2012, il obtient une maîtrise d'économie à la London School of Economics.

## Carrière professionnelle

### Salarié à Wall Street
Il a d'abord travaillé pour Wall Street.

### Engagement militaire
Il a reçu une formation militaire dans la Légion étrangère (Armée de terre française) et affirme, avoir combattu en Ukraine lors de l'invasion russe en 2022, durant la guerre civile syrienne en 2012 et dans divers pays d'Afrique. Pour cette raison, il a été accusé d'être un mercenaire, mais il a affirmé être un « soldat d'élite professionnel » et avoir combattu pour la France parce qu'il avait les nationalités équatorienne et française, entre 2006 et 2012.

### Dirigeant d'entreprises
Jan Topić est président, depuis 2010, de Telconet, une entreprise spécialisée dans les télécommunications fondée par son père en 1995. Elle compte plus de 4 600 employés, et déploie ses activités dans trois autres pays d'Amérique latine.
Il est également administrateur de huit sociétés et actionnaire de sept sociétés.
En 2019, il a fait l'objet d'une enquête pour blanchiment d'argent dans le cadre de l'affaire Odebrecht.

## Parcours politique

### Nomination avortée au ministère de la Sécurité
En avril 2023, il avait été choisi par le président Guillermo Lasso pour remplacer le ministre de la Sécurité Diego Ordóñez. Sa nomination a suscité la controverse en raison des accusations portées contre Topić d'être un mercenaire. Bien qu'il ait accepté le poste, Lasso a finalement décidé de ne pas le nommer et a nommé Wagner Bravo à la place.

### Candidature à l'élection présidentielle de 2023
En mai 2023, après la dissolution de l'Assemblée nationale, il annonce sa candidature à la présidence de l'Équateur lors de l'élection présidentielle équatorienne de 2023. Sa candidature est soutenue par l'Alliance pour un pays, composée de trois partis – allant du centre gauche à la droite –, notamment le Parti social-chrétien,. Il a pour colistière Diana Jácome Silva, avocate et présentatrice de télévision.
Il fait une campagne très axée sur les questions sécuritaires, mettant en avant son expertise dans le domaine. Il axe ainsi son image sur son passé de tireur d'élite et parachutiste dans la légion étrangère française, l'ayant conduit à participer à plusieurs conflits en Syrie, à Djibouti, en Érythrée, en Côte d'ivoire et plus récemment lors de la guerre russo-ukrainienne,. Ses positions sur la sécurité le font monter dans les sondages à la suite de l'assassinat de Fernando Villavicencio, qui place le sujet au cœur de la campagne. Sa montée dans les sondages est également favorisée par sa bonne performance au débat télévisé organisé entre les candidats le 14 août,.
Bien que novice en politique, il bénéficie d'une très importante popularité sur les réseaux sociaux, sur lesquels il mène une grande partie de sa campagne via des vidéos dans lesquelles il fait le diagnostic des problèmes liés à l'insécurité et au trafic de drogue. Le candidat effectue néanmoins des visites sur le terrain, notamment à la frontière nord du pays avec la Colombie voisine ainsi que dans les quartiers pauvres de Guayaquil, lors desquelles il met en exergue les problèmes liés à la corruption dans le secteur public.

## Idéologie
Il se présente comme le « Nayib Bukele d’Équateur », en référence au président du Salvador et comme étant de droite concernant le libéralisme économique, l'ouverture des marchés, l'austérité, mais de gauche sur les questions sociales.